# إيفان فان موركيركي
إيفان فان موركيركي (مواليد 16 أغسطس 1993) هو سبّاح كندي، مثّل بلاده في الألعاب الأولمبية الصيفية 2016.

## روابط خارجية
إيفان فان موركيركي على موقع الاتحاد الدولي للسباحة (الإنجليزية)
- إيفان فان موركيركي على موقع SwimRankings.net (الإنجليزية)
- إيفان فان موركيركي على موقع اللجنة الأولمبية الدولية (الإنجليزية)
- إيفان فان موركيركي على موقع أوليمبيديا (الإنجليزية)
- إيفان فان موركيركي على موقع اللجنة الأولمبية الكندية (الإنجليزية)